# Vincent Barteau
Vincent Barteau (Caen, 18 maart 1962) is een voormalig Frans wielrenner.

## Levensloop en carrière
Barteau werd prof in 1983. In 1984 pakte hij in de vijfde etappe van de Ronde van Frankrijk de gele trui. Hij overleefde goed in de bergen en behield zo de gele trui gedurende twaalf dagen. In de zeventiende etappe stond hij de trui af aan de latere winnaar Laurent Fignon. In 1990 stopte hij met wielrennen.

## Overwinningen
1984
- La Polynormand
- Maël-Pestivien

1986
- 5e etappe (A) Vierdaagse van Duinkerken

1989
- 13e etappe Ronde van Frankrijk

## Resultaten in voornaamste wedstrijden
| Jaar | Ronde van Italië | Ronde van Frankrijk | Ronde van Spanje |
| ---- | ---------------- | ------------------- | ---------------- |
| 1983 |                  |                     |                  |
| 1984 |                  | 28e                 |                  |
| 1985 |                  |                     |                  |
| 1986 |                  | opgave              |                  |
| 1989 |                  | 97e (1)             |                  |
| 1990 |                  | 133e                |                  |

| Jaar | Milaan-San Remo | Gent-Wevelgem | Amstel Gold Race | Luik-Bast.‑Luik | Ronde van Lombardije |
| ---- | --------------- | ------------- | ---------------- | --------------- | -------------------- |
| 1983 |                 |               |                  |                 | 44e                  |
| 1984 |                 |               |                  |                 |                      |
| 1985 |                 | 12e           |                  |                 |                      |
| 1986 | 80e             |               |                  |                 |                      |
| 1989 | 19e             |               | 26e              | 86e             | 45e                  |
| 1990 |                 |               |                  |                 |                      |